# Corybas laceratus
Corybas laceratus är en orkidéart som beskrevs av Louis Otho Otto Williams. Corybas laceratus ingår i släktet Corybas, och familjen orkidéer. Inga underarter finns listade i Catalogue of Life.